# Pteridoideae
Họ phụ Chân xỉ (danh pháp khoa học: Pteridoideae) là một trong bốn họ phụ của họ Chân xỉ (Pteridaceae).  Đây là họ phụ thực vật bao gồm khoảng 14 chi với khoảng 400 loài. Biểu đồ phát sinh bên dưới mô tả mối quan hệ giữa họ phụ Chân xỉ và các họ phụ khác cùng thuộc họ Chân xỉ.
|  | Ceratopteridoideae |
|  |                    |
|  | Pteridoideae       |
|  |                    |

|  | Cheilanthoideae |
|  |                 |
|  | Vittarioideae   |
|  |                 |

|  | Ceratopteridoideae |
|  |                    |
|  | Pteridoideae       |
|  |                    |

|  | Cheilanthoideae |
|  |                 |
|  | Vittarioideae   |
|  |                 |

|  | Ceratopteridoideae |
|  |                    |
|  | Pteridoideae       |
|  |                    |

|  | Cheilanthoideae |
|  |                 |
|  | Vittarioideae   |
|  |                 |

|  | Ceratopteridoideae |
|  |                    |
|  | Pteridoideae       |
|  |                    |

|  | Cheilanthoideae |
|  |                 |
|  | Vittarioideae   |
|  |                 |